# Гагаріна Анастасія Давидівна
Орбеліані (Гагаріна) Анастасія Давидівна (нар. 1825 — пом. 1907) — грузинська княжна з роду Орбеліані. Дочка знаменитої тіфліської красуні Манани Орбеліані.

## З біографії

Пам'ятник княгині Гагаріній-Орбеліані поблизу палацу княгині Гагаріної в Криму.

Анастасія Давидівна Орбеліані була другою дружиною князя Олександра Івановича Гагаріна, ад'ютанта графа Воронцова. Граф Михайло Семенович Воронцов у 1844–1854 роках був намісником на Кавказі, Тифліс. Олександр Іванович Гагарін з першою дружиною Марією Андріївною поїхав слід за ним. Потім Гагарін призначається губернатором Кутаїсі. Гагаріни Марія Андріївна і Олександр Іванович практично безвиїзно жили на Кавказі. Тут Олександр Іванович познайомився з багатьма грузинськими аристократами, з деякими подружився. У 1849 році померла його дружина Марія Андріївна. Чотири роки Гагарін залишався самотнім, а потім одружився з грузинською княжною Тасо — Анастасією Давидівною Орбеліані. Прожили вони разом 4 роки. У 1857 році губернатор Кутаїсі Олександр Іванович Гагарін був убитий сванським князем Костянтином Дадешкеліані. Звістку про смерть Анастасія Давидівна отримує в Зугдіді.